# Saison 3 de RuPaul's Drag Race Down Under
La troisième saison de RuPaul's Drag Race Down Under est diffusée pour la première fois le 27 juillet 2023 sur Stan en Australie, sur TVNZ en Nouvelle-Zélande et sur WOW Presents Plus à l’international.
Le 25 octobre 2022, l’émission est renouvelée pour sa deuxième saison. Les juges principaux sont RuPaul, Michelle Visage et Rhys Nicholson. Le casting est composé de dix candidates et est annoncé le 28 juin 2023 sur les réseaux sociaux.
La gagnante de la saison reçoit un an d’approvisionnement de maquillage chez Anastasia Beverly Hills et 50 000 dollars australiens.
La gagnante de la saison est Isis Avis Loren, avec comme seconde Gabriella Labucci.

## Candidates
Les candidates de la troisième saison de RuPaul's Drag Race Down Under sont :
(Les noms et âges donnés sont ceux annoncés au moment de la compétition.)
| Candidates        | Âge | Résidence                      | Classement |
| ----------------- | --- | ------------------------------ | ---------- |
| Isis Avis Loren   | 33  | Melbourne, Victoria, Australie | Gagnante   |
| Gabriella Labucci | 31  | Ballarat, Victoria, Australie  | Seconde    |
| Flor              | 25  | Auckland, Auckland             | 3e place   |
| Hollywould Star   | 34  | Sydney, Nouvelle-Galles du Sud | 4e place   |
| Bumpa Love        | 51  | Melbourne, Victoria, Australie | 5e place   |
| Ashley Madison    | 25  | Melbourne, Victoria, Australie | 6e place   |
| Rita Menu         | 24  | Hamilton, Waikato              | 7e place   |
| Ivanna Drink      | 26  | Auckland, Auckland             | 8e place   |
| Ivory Glaze       | 26  | Sydney, Nouvelle-Galles du Sud | 9e place   |
| Amyl              | 27  | Sydney, Nouvelle-Galles du Sud | 10e place  |

## Progression des candidates
|            |                   | Épisode | Épisode | Épisode | Épisode | Épisode | Épisode | Épisode | Épisode  |
| 1          | 2                 | 3       | 4       | 5       | 6       | 7       | 8       |         |          |
| ---------- | ----------------- | ------- | ------- | ------- | ------- | ------- | ------- | ------- | -------- |
| Candidates | Isis Avis Loren   | SAFE    | WIN     | HIGH    | HIGH    | HIGH    | WIN     | WIN     | GAGNANTE |
| Candidates | Gabriella Labucci | HIGH    | SAFE    | WIN     | SAFE    | HIGH    | BTM2    | BTM2    | SECONDE  |
| Candidates | Flor              | HIGH    | SAFE    | HIGH    | BTM2    | SAFE    | HIGH    | WIN     | ÉLIMINÉE |
| Candidates | Hollywould Star   | WIN     | HIGH    | SAFE    | SAFE    | WIN     | SAFE    | ELIM    |          |
| Candidates | Bumpa Love        | SAFE    | HIGH    | HIGH    | LOW     | BTM2    | ELIM    |         |          |
| Candidates | Ashley Madison    | LOW     | SAFE    | SAFE    | WIN     | ELIM    |         |         |          |
| Candidates | Rita Menu         | SAFE    | BTM2    | BTM2    | ELIM    |         |         |         |          |
| Candidates | Ivanna Drink      | SAFE    | LOW     | ELIM    |         |         |         |         |          |
| Candidates | Ivory Glaze       | BTM2    | ELIM    |         |         |         |         |         |          |
| Candidates | Amyl              | ELIM    |         |         |         |         |         |         |          |

 La candidate a gagné RuPaul's Drag Race Down Under.
 La candidate a fini seconde.
 La candidate a été éliminée avant le lip-sync final.
 La candidate a gagné le maxi défi de la semaine.
 La candidate a reçu des critiques positives des juges et a été déclarée sauve.
 La candidate a été déclarée sauve.
 La candidate a reçu des critiques négatives des juges mais a été déclarée sauve.
 La candidate a été en danger d’élimination.
 La candidate a été éliminée.

## Lip-syncs
| Épisode | Candidate         | vs. | Candidate         | Chanson                  | Artiste             | Candidate éliminée |
| ------- | ----------------- | --- | ----------------- | ------------------------ | ------------------- | ------------------ |
| 1       | Amyl              | vs. | Ivory Glaze       | Down Under               | Men at Work         | Amyl               |
| 2       | Ivory Glaze       | vs. | Rita Menu         | Murder on the Dancefloor | Sophie Ellis-Bextor | Ivory Glaze        |
| 3       | Ivanna Drink      | vs. | Rita Menu         | Holding Out for a Hero   | Adam Lambert        | Ivanna Drink       |
| 4       | Flor              | vs. | Rita Menu         | Secrets                  | Kylie Minogue       | Rita Menu          |
| 5       | Ashley Madison    | vs. | Bumpa Love        | Hot n Cold               | Katy Perry          | Ashley Madison     |
| 6       | Bumpa Love        | vs. | Gabriella Labucci | Are You Gonna Be My Girl | Jet                 | Bumpa Love         |
| 7       | Gabriella Labucci | vs. | Hollywould Star   | Not About You            | Haiku Hands         | Hollywould Star    |
| Épisode | Candidate         | vs. | Candidate         | Chanson                  | Artiste             | Gagnante           |
| 8       | Gabriella Labucci | vs. | Isis Avis Loren   | Walking on Broken Glass  | Annie Lennox        | Isis Avis Loren    |

 La candidate a été éliminée après sa première fois en danger d’élimination.
 La candidate a été éliminée après sa deuxième fois en danger d’élimination.
 La candidate a été éliminée après sa troisième fois en danger d’élimination.
 La candidate a gagné le lip-sync et la saison.

## Juges invités
- Deva Mahal, chanteuse américaine ;
- Maria Thattil, écrivaine et reine de beauté australienne ;
- Adam Lambert, chanteur américain ;
- Keiynan Lonsdale, acteur australien ;
- Rachel Hunter, mannequin néo-zélandaise ;
- Amy Taylor, chanteuse australienne ;
- Josh Cavallo, joueur de football australien.

### Invités spéciaux
Certains invités apparaissent dans les épisodes, mais ne font pas partie du panel de jurés.
Épisode 2
- Raven, drag queen et maquilleuse américaine.

Épisode 4
- Max Currie, réalisateur et scénariste néo-zélandais.

Épisode 5
- Corey Baker, réalisateur et chorégraphe néo-zélandaise.

Épisode 6
- Bree Tomasel, animatrice radio australienne.

Épisode 7
- Claudia Norvina Soarse, businesswoman américaine.

Épisode 8
- Kween Kong, candidate de la deuxième saison de RuPaul's Drag Race Down Under ;
- Spankie Jackzon, gagnante de la deuxième saison de RuPaul's Drag Race Down Under.